# Кастелянша из Вержи
«Кастеля́нша из Вержи́» (фр. Châtelaine de Vergy) — анонимная французская стихотворная повесть второй половины XIII века на старофранцузском языке, по жанру является промежуточным явлением между рыцарским романом и лэ. Маргарита Наваррская использовала сюжет повести в «Гептамероне».

## Сюжет
Молодой рыцарь тайно любит жену кастеляна Вержи, племянницу герцога Бургундского. Герцогиня Бургундская, воспылавшая любовью к молодому рыцарю, но получившая его решительный отказ, возводит на него клевету, обвиняя его в том, что он хотел её соблазнить. Но юноше удается оправдаться перед герцогом, открыв ему тайну своей любви. Герцогиня узнает об этом от герцога и во время придворного бала даёт понять — тонким намеком — кастелянше из Вержи, что знает о её любовной связи. Бедная женщина решает, что её любовник изменил ей и предал её, разгласив тайну. В долгом монологе несчастная кастелянша изливает свои чувства, призывая смерть и прощаясь с миром. В укромной комнатке герцогского дворца кастелянша из Вержи падает замертво от горя. Узнав об этом, юноша закалывается у её тела. Взбешенный герцог, поняв всё злобное коварство жены, убивает её тем же самым кинжалом. Затем он вступает в орден тамплиеров и уплывает за море, откуда ему уже не суждено возвратиться.